# 2019 în cinematografie
- 2018 în cinematografie — 2019 în cinematografie — 2020 în cinematografie

În 2019 în cinematografie au avut loc mai multe evenimente: premiera a numeroase filme și ceremonii de acordare a unor premii.

## Premiere românești
| Premiera | Titlu | Studio | Distribuție, echipa tehnică | Gen | Ref. |
| -------- | ----- | ------ | --------------------------- | --- | ---- |
|          |       |        |                             |     |      |
|          |       |        |                             |     |      |

### Box-office-ul românesc
Filmele românești care au avut cele mai mari încasări în 2019:
| # | Film                   | Regizor            | Spectatori | Încasări (lei) | Note |
| - | ---------------------- | ------------------ | ---------- | -------------- | ---- |
| 1 | Oh, Ramona!            | Cristina Jacob     | 260.531    | 5.094.311      |      |
| 2 | Maria, Regina României | Alexis Sweet       | 139.081    | 2.626.958      |      |
| 3 | Faci sau taci          | Iura Luncașu       | 89.548     | 1.807.596      |      |
| 4 | La Gomera              | Corneliu Porumboiu | 30.128     | 462.359        |      |
| 5 | Parking                | Tudor Giurgiu      | 14.452     | 219.445        |      |

## Premiere

### Ianuarie–martie
| Premiera          | Premiera | Titlu                                      | Studio                                                                                | Distribuție și echipa de producție | Gen                                   | Țara              | Ref.          |
| ----------------- | -------- | ------------------------------------------ | ------------------------------------------------------------------------------------- | --- | ------------------------------------- | ----------------- | ------------- |
| I A N U A R I E   | 4        | Escape Room                                | Columbia Pictures                                                                     | Adam Robitel (regizor); Bragi F. Schut, Maria Melnik (scenariu); Logan Miller, Deborah Ann Woll, Taylor Russell, Tyler Labine, Jay Ellis, Nik Dodani | groază                                | US                | [ 3 ]         |
| I A N U A R I E   | 11       | A Dog's Way Home                           | Columbia Pictures                                                                     | Charles Martin Smith (regizor); W. Bruce Cameron (scenariu); Edward James Olmos, Alexandra Shipp, Ashley Judd, Jonah Haur-King, Wes Studi | dramatic, familie                     | SUA               | [ 4 ]         |
| I A N U A R I E   | 11       | The Upside                                 | STX Entertainment / Lantern Entertainment                                             | Neil Burger (regizor); Jon Hartmere (scenariu); Bryan Cranston, Kevin Hart, Nicole Kidman | comedie, dramatic                     | SUA               | [ 5 ]         |
| I A N U A R I E   | 18       | Glass                                      | Universal Pictures / Buena Vista International / Blumhouse Productions                | M. Night Shyamalan (regizor/scenariu); James McAvoy, Bruce Willis, Samuel L. Jackson, Sarah Paulson, Anya Taylor-Joy, Spencer Treat Clark, Charlayne Woodard                                                                                                | supereroi, groază, thriller           | SUA               | [ 6 ]         |
| I A N U A R I E   | 25       | The Kid Who Would Be King                  | 20th Century Fox / Working Title Films                                                | Joe Cornish (regizor/scenariu); Louis Ashbourne Serkis, Dean Chaumoo, Tom Taylor, Rhianna Doris, Angus Imrie, Rebecca Ferguson, Patrick Stewart | fantstic, aventură, familie           | Regatul Unit      | [ 7 ]         |
| I A N U A R I E   | 25       | Serenity                                   | Aviron Pictures / Global Road Entertainment                                           | Steven Knight (regizor/scenariu); Matthew McConaughey, Anne Hathaway, Diane Lane, Jason Clarke | dramatic, thriller                    | SUA               | [ 8 ]         |
| I A N U A R I E   | 25       | Proiect STX                                | STX Entertainment                                                                     | | acțiune, thriller                     | SUA               | [ 9 ]         |
| F E B R U A R I E | 1        | Miss Bala                                  | Columbia Pictures                                                                     | Catherine Hardwicke (regizor); Gareth Dunnet-Alcocer (scenariu); Gina Rodriguez, Anthony Mackie, Matt Lauria | polițist, dramatic                    | SUA               | [ 4 ] [ 10 ]  |
| F E B R U A R I E | 1        | Jacob's Ladder                             | LD Entertainment / Will Packer Productions                                            | David M. Rosenthal (regizor), Jeff Buhler, Sara Thorpe (scenariu), Michael Ealy, Jesse Williams, Nicole Beharie, Karla Souza, Guy Burnet | dramatic, groază, thriller, mister    | SUA               | [ 11 ]        |
| F E B R U A R I E | 1        | The Informer                               | Aviron Pictures / Thunder Road Pictures                                               | Andrea Di Stefano (regizor); Matt Cook (scenariu); Ana de Armas, Rosamund Pike, Clive Owen, Joel Kinnaman, Common | acțiune, thriller                     | SUA, Regatul Unit | [ 12 ]        |
| F E B R U A R I E | 8        | The Lego Movie 2: The Second Part          | Warner Bros. / Warner animație Group                                                  | Mike Mitchell (regizor); Phil Lord, Christopher Miller, Raphael Bob-Waksberg, Matthew Fogel (scenariu); Chris Pratt, Elizabeth Banks, Tiffany Haddish, Will Arnett, Stephanie Beatriz, Charlie Day, Alison Brie, Nick Offerman, Maya Rudolph                | animație, aventură, comedie           | SUAA              | [ 13 ]        |
| F E B R U A R I E | 8        | What Men Want                              | Paramount Players / Will Packer Productions                                           | Adam Shankman (regizor); Tina Gordon Chism (scenariu); Taraji P. Henson, Tracy Morgan, Max Greenfield, Aldis Hodge, Wendi McLendon-Covey | comedie                               | SUA               | [ 14 ]        |
| F E B R U A R I E | 8        | Cold Pursuit                               | Summit Entertainment / StudioCanal                                                    | Hans Petter Moland (regizor); Frank Baldwin (scenariu); Liam Neeson, Laura Dern, Emmy Rossum, Tom Bateman | acțiune, thriller                     | SUAA              | [ 15 ]        |
| F E B R U A R I E | 8        | The Prodigy                                | Orion Pictures / XYZ Films                                                            | Nicholas McCarthy (regizor); Jeff Buhler (scenariu); Taylor Schilling, Peter Mooney, Colm Feore | groază, thriller                      | TBA               | [ 16 ]        |
| F E B R U A R I E | 14       | Alita: Battle Angel                        | 20th Century Fox / Lightstorm Entertainment                                           | Robert Rodriguez (regizor); James Cameron, Laeta Kalogridis (scenariu); Rosa Salazar, Christoph Waltz, Jennifer Connelly, Mahershala Ali, Ed Skrein, Jackie Earle Haley, Keean Johnson, Michelle Rodriguez                                                  | SF, acțiune, aventură, romantic       | US                | [ 17 ]        |
| F E B R U A R I E | 14       | Isn't It Romantic                          | Warner Bros. / New Line Cinema                                                        | Todd Strauss-Schulson (regizor); Erin Cardillo, Dana Fox, Katie Silberman, Paula Pell (scenariu); Rebel Wilson, Liam Hemsworth, Adam DeVine, Priyanka Chopra                                                                                                | romantic, comedie                     | SUA               | [ 18 ]        |
| F E B R U A R I E | 14       | Happy Death Day 2U                         | Universal Pictures / Blumhouse Productions                                            | Christopher B. Landon (regizor/scenariu); Jessica Rothe, Israel Broussard, Suraj Sharma, Sarah Yarkin, Ruby Modine | groază, comedie                       | SUA               | [ 19 ]        |
| F E B R U A R I E | 22       | How to Train Your Dragon: The Hidden World | Universal Pictures / DreamWorks animație                                              | Dean DeBlois (regizor/scenariu); Jay Baruchel, Cate Blanchett, Craig Ferguson, America Ferrera, Jonah Hill, Christopher Mintz-Plasse, T. J. Miller, Kristen Wiig, Kit Harington, F. Murray Abraham, Gerard Butler                                           | animație, aventură, fantstic          | SUA               | [ 20 ]        |
| F E B R U A R I E | 22       | The Rhythm Section                         | Paramount Pictures / Eon Productions / IM Global                                      | Reed Morano (regizor); Mark Burnell (scenariu); Blake Lively, Jude Law, Sterling K. Brown | acțiune, mister, thriller             | SUA               | [ 21 ]        |
| M A R T I E       | 1        | Chaos Walking                              | Lionsgate                                                                             | Doug Liman (regizor); Patrick Ness, Charlie Kaufman, Jamie Linden, John Lee Hancock, Lindsey Beer, Gary Spinelli (scenariu); Tom Holland, Daisy Ridley, Mads Mikkelsen, Demián Bichir, Kurt Sutter, Nick Jonas, Cynthia Erivo, Óscar Jaenada, David Oyelowo | acțiune, aventură, SF, thriller       | SUA               | [ 22 ]        |
| M A R T I E       | 1        | Tyler Perry's A Madea familie Funeral      | Lionsgate                                                                             | Tyler Perry (regizor), Jason Rogers (scenarist), Courtney Burrell, Patrice Lovely | comedie                               | SUA               | [ 23 ]        |
| M A R T I E       | 1        | Fighting with My familie                   | Metro-Goldwyn-Mayer                                                                   | Stephen Merchant (regizor/scenariu); Florence Pugh, Lena Headey, Nick Frost, Jack Lowden, Dwayne Johnson, Vince Vaughn | comedie, dramatic                     | SUA               | [ 24 ]        |
| M A R T I E       | 8        | Captain Marvel                             | Marvel Studios                                                                        | Anna Boden, Ryan Fleck (regizors/scenariu); Geneva Robertson-Dworet, Jac Schaeffer (scenariu); Brie Larson, Samuel L. Jackson, Ben Mendelsohn, Djimon Hounsou, Lee Pace, Lashana Lynch, Gemma Chan, Annette Bening, Clark Gregg, Jude Law                   | supereroi, acțiune, aventură, comedie | SUA               | [ 25 ]        |
| M A R T I E       | 8        | Cliffs of Freedom                          | Round Hill Media                                                                      | Van Ling (regizor/scenariu); Marianne Metropoulos, Kevin Bernhardt (scenariu); Tania Raymonde, Jan Uddin, Raza Jaffrey, Patti LuPone, Christopher Plummer                                                                                                   | istoric, dramatic                     | SUA               | [ 26 ] [ 27 ] |
| M A R T I E       | 15       | Us                                         | Universal Pictures / Blumhouse Productions                                            | Jordan Peele (regizor/scenariu); Lupita Nyong'o, Winston Duke, Elisabeth Moss, Tim Heidecker, Yahya Abdul-Mateen II, Anna Diop | groază, thriller                      | TBA               | [ 28 ]        |
| M A R T I E       | 15       | Wonder Park                                | Paramount Pictures / Paramount animație / Nickelodeon Movies / Ilion animație Studios | David Feiss, Clare Kilner, Robert Iscove (regizor); Josh Appelbaum, Andre Nemec (scenariu); Brianna Denski, Ken Hudson Campbell, Matthew Broderick, Jennifer Garner, Kenan Thompson, Ken Jeong, Richard Kind, Mila Kunis, David Cross, John Oliver          | animație, aventură, comedie           | SUA               | [ 29 ]        |
| M A R T I E       | 22       | Greyhound                                  | Columbia Pictures / Playtone                                                          | Aaron Schneider (regizor); Tom Hanks (scenariu); Tom Hanks, Manuel Garcia-Rulfo, Elisabeth Shue, Rob Morgan, Stephen Graham | război, dramatic                      | SUA               | [ 30 ]        |
| M A R T I E       | 22       | The Beach Bum                              | Neon                                                                                  | Harmony Korine (regizor), Matthew McConaughey, Zac Efron, Jonah Hill, Isla Fisher, Jimmy Buffett, Snoop Dogg, Martin Lawrence | comedie                               | SUA               | [ 31 ]        |
| M A R T I E       | 22       | Where'd You Go, Bernadette                 | Annapurna Pictures                                                                    | Richard Linklater (regizor/scenariu); Michael H. Weber, Scott Neustadter (scenariu); Cate Blanchett, Billy Crudup, Kristen Wiig, Judy Greer, Laurence Fishburne, Troian Bellisario, James Urbaniak                                                          | comedie, dramatic                     | SUA               | [ 32 ]        |
| M A R T I E       | 22       | Five Feet Apart                            | Lionsgate / CBS Films                                                                 | Justin Baldoni (regizor); Mikki Daughtry, Tobias Iaconis (scenariu); Cole Sprouse, Haley Lu Richardson | romantic, dramatic                    | TBA               | [ 30 ]        |
| M A R T I E       | 29       | Dumbo                                      | Walt Disney Pictures                                                                  | Tim Burton (regizor); Ehren Kruger (scenariu); Colin Farrell, Michael Keaton, Danny DeVito, Eva Green, Alan Arkin | fantstic                              | USA               | [ 33 ]        |
| M A R T I E       | 29       | Captive State                              | Focus Features / Participant Media                                                    | Rupert Wyatt (regizor/scenariu); Erica Beeney (scenariu); John Goodman, Vera Farmiga, Ashton Sanders, Jonathan Majors | SF, thriller                          | SUA               | [ 34 ]        |
| M A R T I E       | 29       | The Translation of Wounds                  | Annapurna Pictures                                                                    | Babak Anvari (regizor/scenariu); Armie Hammer, Dakota Johnson, Zazie Beetz | groază, thriller                      | SUA               | [ 35 ]        |

### Aprilie–iunie
| Premiera      | Premiera | Titlu                                      | Studio                                                       | Distribuție și echipa de producție | Gen                                                        | Medium | Ref. |
| ------------- | -------- | ------------------------------------------ | ------------------------------------------------------------ | --- | ---------------------------------------------------------- | ------ | ---- |
| A P R I L I E | 5        | Shazam!                                    | Warner Bros. / New Line Cinema / DC Entertainment            | David F. Sandberg (regizor); Henry Gayden (scenarist); Zachary Levi, Asher Angel, Mark Strong, Jack Dylan Grazer, Djimon Hounsou | Superhero, Acțiune, Aventură, Comedie                      | [ 36 ] |      |
| A P R I L I E | 5        | Pet Sematary                               | Paramount Pictures                                           | Kevin Kolsch, Dennis Widmyer (regizori); Jeff Buhler (scenarist); Jason Clarke, Amy Seimetz, John Lithgow | Horror, Thriller                                           | [ 37 ] |      |
| A P R I L I E | 5        | The Best of Enemies                        | STX Entertainment                                            | Robin Bissell (regizor/scenarist); Taraji P. Henson, Sam Rockwell | Drama                                                      | [ 38 ] |      |
| A P R I L I E | 12       | Hellboy                                    | Summit Entertainment / Millennium Films                      | Neil Marshall (regizor); Andrew Cosby (scenarist); David Harbour, Milla Jovovich, Ian McShane, Sasha Lane, Daniel Dae Kim, Sophie Okonedo, Penelope Mitchell, Thomas Haden Church | Superhero, Horror, Fantasy                                 | [ 39 ] |      |
| A P R I L I E | 12       | Missing Link                               | Annapurna Pictures / Laika                                   | Chris Butler (regizor/scenarist); Hugh Jackman, Zach Galifianakis, Zoe Saldana, Emma Thompson, Stephen Fry, David Walliams, Timothy Olyphant, Matt Lucas, Amrita Acharia | Animație, Aventură, Comedie                                | [ 40 ] |      |
| A P R I L I E | 12       | Little                                     | Universal Pictures / Will Packer Productions                 | Tina Gordon (regizor); Camilla Blackett (scenarist); Issa Rae, Regina Hall, Marsai Martin | Comedy, Fantasy                                            | [ 41 ] |      |
| A P R I L I E | 12       | After                                      | Aviron Pictures                                              | Jenny Gage (regizor/scenarist); Susan McMartin, Tamara Chestna (scenarist); Josephine Langford, Hero Fiennes Tiffin, Selma Blair, Pia Mia, Peter Gallagher | Drama, Romance                                             | [ 42 ] |      |
| A P R I L I E | 17       | Breakthrough                               | 20th Century Fox                                             | Roxann Dawson (regizor); Grant Nieporte (scenarist); Chrissy Metz, Josh Lucas, Topher Grace, Mike Colter, Marcel Ruiz, Sam Trammell, Dennis Haysbert | Faith, Drama                                               | [ 43 ] |      |
| A P R I L I E | 17       | Penguins                                   | Disneynature                                                 | Alastair Fothergill (regizor), Jeff Wilson (co-regizor); Ed Helms | Documentar                                                 | [ 44 ] |      |
| A P R I L I E | 19       | The Curse of La Llorona                    | Warner Bros. / New Line Cinema                               | Michael Chaves (regizor); Mikki Daughtry, Tobias Iaconis (scenarist); Linda Cardellini, Raymond Cruz, Patricia Velasquez | Horror, Thriller                                           | [ 45 ] |      |
| A P R I L I E | 19       | Under the Silver Lake                      | A24                                                          | David Robert Mitchell (regizor/scenarist); Andrew Garfield, Riley Keough, Topher Grace | Mister, Thriller, Comedie                                  | [ 46 ] |      |
| A P R I L I E | 19       | Fast Color                                 | Codeblack Films                                              | Julia Hart (regizor/scenarist); Jordan Horowitz (scenarist); Gugu Mbatha-Raw, Lorraine Toussaint, Saniyya Sidney, Christopher Denham, David Strathairn | Science Fiction, Thriller, Drama                           |        |      |
| A P R I L I E | 23       | I Spit on Your Grave: Deja Vu              | Deja Vu LLC                                                  | Meir Zarchi (regizor/scenarist); Camille Keaton, Maria Olsen, Meir Zarchi | Horror, Thriller                                           | [ 47 ] |      |
| A P R I L I E | 26       | Avengers: Endgame                          | Marvel Studios                                               | Anthony and Joe Russo (regizori); Christopher Markus and Stephen McFeely (scenarist); Robert Downey Jr., Chris Evans, Mark Ruffalo, Chris Hemsworth, Scarlett Johansson, Jeremy Renner, Don Cheadle, Paul Rudd, Brie Larson, Karen Gillan, Danai Gurira, Benedict Wong, Jon Favreau, Bradley Cooper, Gwyneth Paltrow, Josh Brolin | Superhero, Epic, Acțiune, Aventură, Sci-Fi, Fantasy, Drama | [ 48 ] |      |
| M A I         | 3        | The Intruder                               | Screen Gems                                                  | Deon Taylor (regizor); David Loughery (scenarist); Dennis Quaid, Michael Ealy, Meagan Good, Joseph Sikora | Thriller                                                   | [ 49 ] |      |
| M A I         | 3        | Long Shot                                  | Summit Entertainment / Good Universe / Point Grey Pictures   | Jonathan Levine (regizor); Dan Sterling (scenarist); Seth Rogen, Charlize Theron, O'Shea Jackson Jr., Andy Serkis, June Diane Raphael, Bob Odenkirk, Alexander Skarsgård | Comedy                                                     | [ 50 ] |      |
| M A I         | 3        | UglyDolls                                  | STX Entertainment / Reel FX Animation Studios                | Kelly Asbury (director); Alison Peck (screenplay); Kelly Clarkson, Pitbull, Nick Jonas, Wanda Sykes, Gabriel Iglesias, Blake Shelton, Janelle Monáe, Emma Roberts, Wang Leehom, Bebe Rexha, Charli XCX, Lizzo | Animation, Comedy, Musical                                 | [ 51 ] |      |
| M A I         | 3        | Extremely Wicked, Shockingly Evil and Vile | Netflix / Sky Cinema                                         | Joe Berlinger (director); Michael Werwie (screenplay); Zac Efron, Lily Collins, Kaya Scodelario, John Malkovich, Jeffrey Donovan, Angela Sarafyan, Dylan Baker, Brian Geraghty, Jim Parsons, Haley Joel Osment | Biography, Crime, Thriller, Drama                          | [ 52 ] |      |
| M A I         | 10       | Pokémon Detective Pikachu                  | Warner Bros. / Legendary Entertainment / The Pokémon Company | Rob Letterman (director/screenplay); Benji Samit, Dan Hernandez, Derek Connolly (screenplay); Ryan Reynolds, Justice Smith, Kathryn Newton, Suki Waterhouse, Omar Chaparro, Chris Geere, Ken Watanabe, Bill Nighy | Mystery, Action, Comedy, Sci-Fi, Fantasy                   | [ 53 ] |      |
| M A I         | 10       | The Hustle                                 | Metro-Goldwyn-Mayer                                          | Chris Addison (director); Jac Schaeffer (screenplay); Anne Hathaway, Rebel Wilson, Alex Sharp | Comedy                                                     | [ 54 ] |      |
| M A I         | 10       | Tolkien                                    | Fox Searchlight Pictures                                     | Dome Karukoski (director); David Gleeson, Stephen Beresford (screenplay); Nicholas Hoult, Lily Collins, Colm Meaney, Derek Jacobi | Biography, Drama                                           | [ 55 ] |      |
| M A I         | 10       | Poms                                       | STX Entertainment / Sierra/Affinity                          | Zara Hayes (director/screenplay); Shane Atkinson (screenplay); Diane Keaton, Jacki Weaver, Pam Grier, Rhea Perlman, Celia Weston, Phyllis Somerville | Comedy                                                     | [ 56 ] |      |
| M A I         | 10       | The Professor and the Madman               | Vertical Entertainment                                       | P.B. Shemran (director, screenplay); Todd Komarnicki (screenplay); Mel Gibson, Sean Penn, Natalie Dormer, Eddie Marsan, Jennifer Ehle, David O'Hara, Ioan Gruffudd, Stephen Dillane, Steve Coogan | Drama                                                      | [ 57 ] |      |
| M A I         | 17       | John Wick: Chapter 3 – Parabellum          | Summit Entertainment                                         | Chad Stahelski (director); Derek Kolstad (screenplay); Keanu Reeves, Halle Berry, Laurence Fishburne, Mark Dacascos, Asia Kate Dillon, Lance Reddick, Anjelica Huston, Ian McShane | Action, Thriller                                           | [ 58 ] |      |
| M A I         | 17       | A Dog's Journey                            | Universal Pictures / Amblin Entertainment / Walden Media     | Gail Mancuso (director); W. Bruce Cameron, Cathryn Michon, Wally Wolodarsky, Maya Forbes (screenplay); Dennis Quaid, Josh Gad, Marg Helgenberger, Betty Gilpin, Kathryn Prescott, Henry Lau | Fantasy, Drama                                             | [ 59 ] |      |
| M A I         | 17       | The Sun Is Also a Star                     | Warner Bros. / Metro-Goldwyn-Mayer                           | Ry Russo-Young (director); Tracy Oliver (screenplay); Yara Shahidi, Charles Melton, John Leguizamo | Drama, Romance                                             | [ 60 ] |      |
| M A I         | 17       | The Souvenir                               | A24                                                          | Joanna Hogg (director/screenplay); Honor Swinton Byrne, Tom Burke, Tilda Swinton, Richard Ayoade | Drama                                                      | [ 61 ] |      |
| M A I         | 22       | The Tomorrow Man                           | Bleecker Street                                              | Noble Jones (director, screenplay); John Lithgow, Blythe Danner, Derek Cecil, Katie Aselton, Sophie Thatcher, Eve Harlow | Drama                                                      | [ 62 ] |      |
| M A I         | 24       | Aladdin                                    | Walt Disney Studios Motion Pictures                          | Guy Ritchie (director/screenplay); John August (screenplay); Will Smith, Mena Massoud, Naomi Scott, Marwan Kenzari, Navid Negahban, Nasim Pedrad, Billy Magnussen, Numan Acar, Alan Tudyk, Frank Welker | Musical, Fantasy, Adventure, Romance                       | [ 63 ] |      |
| M A I         | 24       | Brightburn                                 | Screen Gems / Stage 6 Films                                  | David Yarovesky (director); Brian Gunn, Mark Gunn (screenplay); Elizabeth Banks, David Denman, Jackson A. Dunn | Horror, Superhero, Sci-Fi                                  | [ 64 ] |      |
| M A I         | 24       | Booksmart                                  | Annapurna Pictures / Gloria Sanchez Productions              | Olivia Wilde (director); Emily Halpern, Sarah Haskins, Katie Silberman, Susanna Fogel (screenplay); Kaitlyn Dever, Beanie Feldstein, Jessica Williams, Noah Galvin, Billie Lourd, Lisa Kudrow, Will Forte, Jason Sudeikis | Comedy                                                     | [ 65 ] |      |
| M A I         | 29       | Always Be My Maybe                         | Netflix                                                      | Nahnatchka Khan (director); Ali Wong, Randall Park, Michael Golamco (screenplay); Ali Wong, Randall Park, James Saito, Michelle Buteau, Vivian Bang, Karan Soni, Daniel Dae Kim, Keanu Reeves | Romance, Comedy                                            | [ 66 ] |      |
| M A I         | 31       | Godzilla: King of the Monsters             | Warner Bros. / Legendary Entertainment                       | Michael Dougherty (director/screenplay); Zach Shields, Max Borenstein (screenplay); Kyle Chandler, Vera Farmiga, Millie Bobby Brown, Ken Watanabe, Bradley Whitford, Sally Hawkins, Charles Dance, Thomas Middleditch, Aisha Hinds, O'Shea Jackson Jr., David Strathairn, Zhang Ziyi                                              | Action, Adventure, Sci-Fi                                  | [ 67 ] |      |
| M A I         | 31       | Rocketman                                  | Paramount Pictures / Marv Films / Rocket Pictures            | Dexter Fletcher (director); Lee Hall (screenplay); Taron Egerton, Jamie Bell, Richard Madden, Bryce Dallas Howard | Biography, Drama, Musical                                  | [ 68 ] |      |
| M A I         | 31       | Ma                                         | Universal Pictures / Blumhouse Productions                   | Tate Taylor (director/screenplay); Scotty Landes (screenplay); Octavia Spencer, Diana Silvers, Juliette Lewis, Luke Evans | Horror, Thriller                                           | [ 69 ] |      |
| M A I         | 31       | Domino                                     | Saban Films                                                  | Brian De Palma (director); Petter Skavlan (screenplay); Nikolaj Coster-Waldau, Carice van Houten, Guy Pearce | Crime, Thriller                                            | [ 70 ] |      |
| I U N I E     | 7        | Dark Phoenix                               | 20th Century Fox / Marvel Entertainment                      | Simon Kinberg (director/screenplay); James McAvoy, Michael Fassbender, Jennifer Lawrence, Nicholas Hoult, Sophie Turner, Tye Sheridan, Alexandra Shipp, Kodi Smit-McPhee, Evan Peters, Jessica Chastain | Superhero, Action, Adventure, Sci-Fi                       | [ 7 ]  |      |
| I U N I E     | 7        | The Secret Life of Pets 2                  | Universal Pictures / Illumination                            | Chris Renaud (director); Brian Lynch (screenplay); Patton Oswalt, Eric Stonestreet, Kevin Hart, Jenny Slate, Tiffany Haddish, Lake Bell, Nick Kroll, Dana Carvey, Ellie Kemper, Chris Renaud, Hannibal Buress, Bobby Moynihan, Harrison Ford                                                                                      | Animation, Comedy, Adventure                               | [ 71 ] |      |
| I U N I E     | 7        | Late Night                                 | Amazon Studios                                               | Nisha Ganatra (director); Mindy Kaling (screenplay); Emma Thompson, Mindy Kaling, Max Casella, Hugh Dancy, John Lithgow, Denis O'Hare, Reid Scott, Amy Ryan | Comedy, Drama                                              | [ 72 ] |      |
| I U N I E     | 7        | The Last Black Man in San Francisco        | A24 / Plan B Entertainment                                   | Joe Talbot (director/screenplay); Rob Richert (screenplay); Jimmie Fails, Jonathan Majors, Danny Glover, Tichina Arnold, Rob Morgan, Mike Epps, Finn Wittrock, Thora Birch | Comedy, Drama                                              | [ 73 ] |      |
| I U N I E     | 7        | Changeland                                 | Gravitas Ventures                                            | Seth Green (director/screenplay); Seth Green, Breckin Meyer, Macaulay Culkin, Brenda Song, Clare Grant, Randy Orton | Drama                                                      | [ 74 ] |      |
| I U N I E     | 14       | Men in Black: International                | Columbia Pictures / Amblin Entertainment                     | F. Gary Gray (director); Art Marcum and Matt Holloway (screenplay); Chris Hemsworth, Tessa Thompson, Kumail Nanjiani, Rebecca Ferguson, Rafe Spall, Les Twins, Emma Thompson, Liam Neeson | Sci-Fi, Action, Adventure, Comedy                          | [ 75 ] |      |
| I U N I E     | 14       | Shaft                                      | Warner Bros. / New Line Cinema                               | Tim Story (director); Kenya Barris, Alex Barnow (screenplay); Samuel L. Jackson, Jessie Usher, Richard Roundtree, Alexandra Shipp, Regina Hall, Matt Lauria, Titus Welliver, Method Man | Action, Comedy                                             | [ 76 ] |      |
| I U N I E     | 14       | The Dead Don't Die                         | Focus Features                                               | Jim Jarmusch (director/screenplay); Bill Murray, Adam Driver, Tilda Swinton, Chloë Sevigny, Steve Buscemi, Caleb Landry Jones, Rosie Perez, Iggy Pop, Sara Driver, RZA, Selena Gomez, Carol Kane, Tom Waits | Comedy, Horror                                             | [ 77 ] |      |
| I U N I E     | 21       | Toy Story 4                                | Walt Disney Studios Motion Pictures / Pixar                  | Josh Cooley (director); Stephany Folsom, Andrew Stanton (screenplay); Tom Hanks, Tim Allen, Annie Potts, Tony Hale, Keegan-Michael Key, Jordan Peele, Madeleine McGraw, Christina Hendricks, Keanu Reeves, Ally Maki, Jay Hernandez, Lori Alan, Joan Cusack                                                                       | Animation, Family, Adventure                               | [ 78 ] |      |
| I U N I E     | 21       | Child's Play                               | Metro-Goldwyn-Mayer / Orion Pictures                         | Lars Klevberg (director); Tyler Burton Smith (screenplay); Aubrey Plaza, Gabriel Bateman, Brian Tyree Henry, Mark Hamill | Horror, Comedy, Thriller                                   | [ 79 ] |      |
| I U N I E     | 21       | Anna                                       | EuropaCorp / Canal+ / TF1 Séries Films                       | Luc Besson (Director/screenplay); Sasha Luss, Luke Evans, Cillian Murphy, Helen Mirren | Action, Thriller                                           | [ 80 ] |      |
| I U N I E     | 21       | Wild Rose                                  | Entertainment One                                            | Tom Harper (director); Nicole Taylor (screenplay); Jessie Buckley, Sophie Okonedo, Julie Walters | Musical, Drama                                             | [ 81 ] |      |
| I U N I E     | 26       | Annabelle Comes Home                       | Warner Bros. / New Line Cinema                               | Gary Dauberman (director/screenplay); Mckenna Grace, Madison Iseman, Katie Sarife, Patrick Wilson, Vera Farmiga | Horror, Thriller                                           | [ 82 ] |      |
| I U N I E     | 28       | Yesterday                                  | Universal Pictures / Working Title Films                     | Danny Boyle (director); Richard Curtis (screenplay); Himesh Patel, Lily James, Ed Sheeran, Kate McKinnon | Musical, Comedy, Drama                                     | [ 83 ] |      |
| I U N I E     | 28       | Ophelia                                    | IFC Films                                                    | Claire McCarthy (director); Semi Chellas (screenplay); Daisy Ridley, Naomi Watts, George MacKay, Tom Felton, Clive Owen | Drama, Romance, Thriller                                   | [ 84 ] |      |

### Iulie–septembrie
| Premiera            | Premiera | Titlu                                 | Studio                                                        | Distribuție și echipa de producție | Gen                                          | Medium  | Ref. |
| ------------------- | -------- | ------------------------------------- | ------------------------------------------------------------- | --- | -------------------------------------------- | ------- | ---- |
| I U L I E           | 2        | Spider-Man: Far From Home             | Columbia Pictures / Marvel Studios                            | Jon Watts (director); Chris McKenna, Erik Sommers (screenplay); Tom Holland, Samuel L. Jackson, Zendaya, Cobie Smulders, Jon Favreau, J. B. Smoove, Jacob Batalon, Martin Starr, Marisa Tomei, Jake Gyllenhaal                                                             | Superhero, Action, Adventure, Comedy, Sci-Fi | [ 85 ]  |      |
| I U L I E           | 3        | Midsommar                             | A24                                                           | Ari Aster (director/screenplay); Florence Pugh, Jack Reynor, William Jackson Harper, Vilhelm Blomgren, Will Poulter | Horror, Thriller, Drama                      | [ 86 ]  |      |
| I U L I E           | 12       | Stuber                                | 20th Century Fox                                              | Michael Dowse (director); Tripper Clancy (screenplay); Kumail Nanjiani, Dave Bautista, Iko Uwais, Natalie Morales, Betty Gilpin, Jimmy Tatro, Mira Sorvino, Karen Gillan                                                                                                   | Action, Comedy                               | [ 87 ]  |      |
| I U L I E           | 12       | Crawl                                 | Paramount Pictures / Ghost House Pictures                     | Alexandre Aja (director); Shawn Rasmussen, Michael Rasmussen (screenplay); Kaya Scodelario, Barry Pepper | Horror, Disaster, Thriller                   | [ 88 ]  |      |
| I U L I E           | 12       | Point Blank                           | Netflix / War Party                                           | Joe Lynch (director); Adam G. Simon (screenplay); Frank Grillo, Anthony Mackie, Marcia Gay Harden, Teyonah Parris | Action, Thriller                             | [ 89 ]  |      |
| I U L I E           | 12       | The Farewell                          | A24                                                           | Lulu Wang (director/screenplay); Awkwafina, Tzi Ma, Diana Lin, Zhao Shuzhen, Lu Hong, Jiang Yongbo | Drama, Comedy                                | [ 90 ]  |      |
| I U L I E           | 19       | The Lion King                         | Walt Disney Studios Motion Pictures                           | Jon Favreau (director); Jeff Nathanson (screenplay); Donald Glover, Chiwetel Ejiofor, Billy Eichner, Seth Rogen, Beyoncé, James Earl Jones, Alfre Woodard, John Kani, John Oliver, Florence Kasumba, Eric Andre, Keegan-Michael Key, JD McCrary, Shahadi Wright Joseph     | Musical, Epic, Adventure, Drama              | [ 91 ]  |      |
| I U L I E           | 26       | Once Upon a Time in Hollywood         | Columbia Pictures / Heyday Films                              | Quentin Tarantino (director/screenplay); Leonardo DiCaprio, Brad Pitt, Margot Robbie, Emile Hirsch, Margaret Qualley, Timothy Olyphant, Austin Butler, Dakota Fanning, Bruce Dern, Kurt Russell, Luke Perry, Al Pacino                                                     | Crime, Comedy, Drama, Thriller               | [ 92 ]  |      |
| A U G U S T         | 2        | Fast & Furious Presents: Hobbs & Shaw | Universal Pictures / Original Film / Seven Bucks Productions  | David Leitch (director); Chris Morgan (screenplay); Dwayne Johnson, Jason Statham, Idris Elba, Vanessa Kirby, Eiza Gonzalez, Cliff Curtis, Roman Reigns, Eddie Marsan, Helen Mirren                                                                                        | Action, Adventure                            | [ 93 ]  |      |
| A U G U S T         | 2        | The Nightingale                       | IFC Films / Transmission Films                                | Jennifer Kent (director/screenplay); Aisling Franciosi, Sam Claflin, Baykali Ganambarr, Damon Herriman, Ewen Leslie | Thriller, Drama                              | [ 94 ]  |      |
| A U G U S T         | 9        | Dora and the Lost City of Gold        | Paramount Players / Nickelodeon Movies / Walden Media         | James Bobin (director); Nicholas Stoller, Matthew Robinson (screenplay); Isabela Moner, Eugenio Derbez, Michael Peña, Eva Longoria, Danny Trejo, Benicio del Toro | Adventure, Family, Comedy                    | [ 95 ]  |      |
| A U G U S T         | 9        | The Kitchen                           | Warner Bros. / New Line Cinema                                | Andrea Berloff (director/screenplay); Melissa McCarthy, Tiffany Haddish, Elisabeth Moss, Domhnall Gleeson, James Badge Dale, Brian d'Arcy James, Margo Martindale, Common, Bill Camp                                                                                       | Crime, Drama, Thriller                       | [ 96 ]  |      |
| A U G U S T         | 9        | The Art of Racing in the Rain         | 20th Century Fox                                              | Simon Curtis (director); Mark Bomback (screenplay); Milo Ventimiglia, Amanda Seyfried, Kathy Baker, Martin Donovan, Gary Cole, Kevin Costner | Drama, Comedy                                | [ 97 ]  |      |
| A U G U S T         | 9        | Scary Stories to Tell in the Dark     | CBS Films / Entertainment One / Lionsgate                     | André Øvredal (director); Dan Hageman, Kevin Hageman, John August (screenplay); Zoe Colletti, Michael Garza, Gabriel Rush, Austin Abrams, Dean Norris, Gil Bellows, Lorraine Toussaint                                                                                     | Horror, Thriller                             | [ 98 ]  |      |
| A U G U S T         | 9        | After the Wedding                     | Sony Pictures Classics                                        | Bart Freundlich (director/screenplay); Michelle Williams, Julianne Moore, Billy Crudup, Abby Quinn, Will Chase | Drama                                        | [ 99 ]  |      |
| A U G U S T         | 9        | The Peanut Butter Falcon              | Roadside Attractions                                          | Tyler Nilson, Michael Schwartz (director/screenplay); Shia LaBeouf, Dakota Johnson, Bruce Dern, John Hawkes, Jon Bernthal, Thomas Haden Church | Drama                                        | [ 100 ] |      |
| A U G U S T         | 14       | The Angry Birds Movie 2               | Columbia Pictures / Rovio Animation / Sony Pictures Animation | Thurop Van Orman (director), John Rice (co-director); Peter Ackerman, Jason Sudeikis (screenplay); Jason Sudeikis, Josh Gad, Leslie Jones, Bill Hader, Rachel Bloom, Awkwafina, Sterling K. Brown, Eugenio Derbez, Danny McBride, Peter Dinklage                           | Animation, Comedy                            | [ 101 ] |      |
| A U G U S T         | 14       | Blinded by the Light                  | Warner Bros. / New Line Cinema                                | Gurinder Chadha (director/screenplay); Paul Mayeda Berges, Sarfraz Manzoor (screenplay); Viveik Kalra, Kulvinder Ghir, Meera Ganatra, Aaron Phagura, Hayley Atwell, Dean-Charles Chapman, Jonno Davies, Sally Phillips, Nell Williams                                      | Drama                                        | [ 102 ] |      |
| A U G U S T         | 15       | Orsai                                 | Al Aire Producciones                                          | Emiliano Gómez (director/screenplay), Rafael Alfaro, Paola Maltese, Édgar Vivar, Ever Hugo Almeida, Carlos Gamarra, Amada Gómez, Héctor Silva, Renato Gómez, Martín Oviedo, Ximena Ayala, Lucrecia Carrillo, Tomás Arredondo                                               | Comedy                                       | [ 103 ] |      |
| A U G U S T         | 16       | Good Boys                             | Universal Pictures / Good Universe / Point Grey Pictures      | Gene Stupnitsky (director/screenplay); Lee Eisenberg (screenplay); Jacob Tremblay, Keith L. Williams, Brady Noon, Molly Gordon, Midori Francis, Josh Caras, Will Forte, Lil Rel Howery, Retta                                                                              | Comedy                                       | [ 104 ] |      |
| A U G U S T         | 16       | Where'd You Go, Bernadette            | Annapurna Pictures                                            | Richard Linklater (director/screenplay); Michael H. Weber, Scott Neustadter, Holly Gent, Vincent Palmo Jr. Maria Semple (screenplay); Cate Blanchett, Billy Crudup, Emma Nelson, Kristen Wiig, James Urbaniak, Judy Greer, Troian Bellisario, Zoe Chao, Laurence Fishburne | Mystery, Drama, Comedy                       | [ 105 ] |      |
| A U G U S T         | 16       | The Informer                          | Aviron Pictures / Thunder Road Pictures                       | Andrea Di Stefano (director); Matt Cook (screenplay); Joel Kinnaman, Clive Owen, Rosamund Pike, Ana de Armas, Common | Action, Thriller                             | [ 106 ] |      |
| A U G U S T         | 16       | 47 Meters Down: Uncaged               | Entertainment Studios                                         | Johannes Roberts (director/screenplay); Ernest Riera (screenplay); John Corbett, Nia Long, Sophie Nelisse, Corinne Foxx, Sistine Stallone, Brianne Tju, Davi Santos, Khylin Rhambo, Brec Bassinger                                                                         | Horror, Thriller                             | [ 107 ] |      |
| A U G U S T         | 21       | Ready or Not                          | Fox Searchlight                                               | Matt Bettinelli-Olpin, Tyler Gillett (director); Guy Busick, Ryan Murphy (screenplay); Samara Weaving, Adam Brody, Mark O'Brien, Henry Czerny, Andie MacDowell | Thriller, Comedy                             | [ 108 ] |      |
| A U G U S T         | 23       | Angel Has Fallen                      | Lionsgate                                                     | Ric Roman Waugh (director); Creighton Rothenberger, Katrin Benedikt (screenplay); Gerard Butler, Morgan Freeman, Jada Pinkett Smith, Nick Nolte, Lance Reddick | Action, Thriller                             | [ 109 ] |      |
| A U G U S T         | 23       | Official Secrets                      | IFC Films                                                     | Gavin Hood (director/screenplay); Gregory Bernstein, Sara Bernstein (screenplay); Keira Knightley, Matt Smith, Matthew Goode, Adam Bakri, Ralph Fiennes, Rhys Ifans | Drama, Thriller                              | [ 110 ] |      |
| A U G U S T         | 23       | Burn                                  | Yale Productions / Hopscotch Films                            | Mike Gan (director/screenplay); Tilda Cobham-Hervey, Suki Waterhouse, Harry Shum Jr., Shiloh Fernandez, Josh Hutcherson | Thriller                                     | [ 111 ] |      |
| A U G U S T         | 23       | Overcomer                             | TriStar Pictures / Sony Affirm                                | Alex Kendrick (director/screenplay); Stephen Kendrick (screenplay); Alex Kendrick, Priscilla Shirer, Ben Davies, Shari Rigby, Jack Sterner | Faith, Drama                                 | [ 112 ] |      |
| A U G U S T         | 30       | Playmobil: The Movie                  | Lionsgate / STX Entertainment                                 | Lino DiSalvo (director), Ramaa Mosley (co-director); Blaise Hemingway (screenplay); Anya Taylor-Joy, Gabriel Bateman, Daniel Radcliffe, Jim Gaffigan, Meghan Trainor, Adam Lambert                                                                                         | Animation, Fantasy, Adventure, Comedy        | [ 113 ] |      |
| A U G U S T         | 30       | Itsy Bitsy                            | Shout! Studios                                                | Micah Gallo (director); Jason Alvino, Byran Dick, Micah Gallo (screenplay); Bruse Davison, Denise Crosby, Elizabeth Roberts, Arman Darbo, Treva Etienne, Eileen Dietz, Grace Shen                                                                                          | Horror, Thriller, Drama                      | [ 114 ] |      |
| A U G U S T         | 30       | Don't Let Go                          | Blumhouse Productions / Briarcliff Entertainment              | Jacob Aaron Estes (director); Jacob Aaron Estes (screenplay); Jacob Aaron Estes, Drew Daywalt (story); David Oyelowo, Storm Reid, Byron Mann, Mykelti Williamson | Horror, Thriller, Mystery                    | [ 115 ] |      |
| S E P T E M B R I E | 6        | It Chapter Two                        | Warner Bros. / New Line Cinema                                | Andy Muschietti (director); Gary Dauberman (screenplay); James McAvoy, Jessica Chastain, Bill Hader, Isaiah Mustafa, Jay Ryan, James Ransone, Andy Bean, Bill Skarsgård | Horror, Thriller                             | [ 116 ] |      |
| S E P T E M B R I E | 13       | The Goldfinch                         | Warner Bros. / Amazon Studios                                 | John Crowley (director); Peter Straughan (screenplay); Ansel Elgort, Nicole Kidman, Oakes Fegley, Aneurin Barnard, Finn Wolfhard, Sarah Paulson, Luke Wilson, Jeffrey Wright                                                                                               | Drama, Adventure, Thriller                   | [ 117 ] |      |
| S E P T E M B R I E | 13       | Downton Abbey                         | Universal Pictures / Focus Features / Carnival Films          | Michael Engler (director); Julian Fellowes (screenplay); Hugh Bonneville, Jim Carter, Michelle Dockery, Elizabeth McGovern, Maggie Smith, Imelda Staunton, Penelope Wilton                                                                                                 | Drama                                        | [ 83 ]  |      |
| S E P T E M B R I E | 13       | Hustlers                              | STX Entertainment                                             | Lorene Scafaria (director/screenplay); Jennifer Lopez, Constance Wu, Cardi B, Lili Reinhart, Julia Stiles, Keke Palmer | Drama                                        | [ 118 ] |      |
| S E P T E M B R I E | 13       | The Sound of Silence                  | IFC Films                                                     | Michael Tyburski (director/screenplay); Ben Nabors (screenplay); Rashida Jones, Peter Sarsgaard, Tony Revolori, Austin Pendleton | Drama                                        | [ 119 ] |      |
| S E P T E M B R I E | 20       | Ad Astra                              | 20th Century Fox / Regency Enterprises / Plan B Entertainment | James Gray (director/screenplay); Ethan Gross (screenplay); Brad Pitt, Tommy Lee Jones, Ruth Negga, Liv Tyler, Donald Sutherland | Sci-Fi, Thriller, Drama                      | [ 97 ]  |      |
| S E P T E M B R I E | 20       | Rambo: Last Blood                     | Lionsgate Films / Millennium Films                            | Adrian Grunberg (director); Sylvester Stallone, Matt Cirulnick (screenplay); Sylvester Stallone, Adriana Barraza, Paz Vega, Yvette Monreal, Sergio Peris-Mencheta, Oscar Jaenada, Joaquín Cosío                                                                            | Action, Thriller                             | [ 120 ] |      |
| S E P T E M B R I E | 27       | Abominable                            | Universal Pictures / DreamWorks Animation / Pearl Studio      | Jill Culton (director/screenplay), Todd Wilderman, (co-director); Chloe Bennet, Albert Tsai, Tenzing Norgay Trainor, Eddie Izzard, Sarah Paulson | Animation, Fantasy, Adventure, Comedy        | [ 121 ] |      |
| S E P T E M B R I E | 27       | The Hunt                              | Universal Pictures / Blumhouse Productions                    | Craig Zobel (director); Damon Lindelof, Nick Cuse (screenwriter); Emma Roberts, Justin Hartley, Glenn Howerton, Ike Barinholtz, Betty Gilpin | Action, Horror                               | [ 122 ] |      |
| S E P T E M B R I E | 27       | 21 Bridges                            | STX Entertainment                                             | Brian Kirk (director); Adam Mervis (screenplay); Chadwick Boseman, J.K. Simmons, Sienna Miller, Taylor Kitsch, Stephan James, Toby Hemingway | Action                                       | [ 123 ] |      |
| S E P T E M B R I E | 27       | The Report                            | Amazon Studios                                                | Scott Z. Burns (director/screenplay), Adam Driver, Annette Benning, Jon Hamm, Jennifer Morrison, Tim Blake Nelson | Drama                                        | [ 124 ] |      |

### Octombrie–decembrie
| Opening           | Opening | Title                                | Studio                                                                    | Cast and crew | Genre                              | Country | Ref. |
| ----------------- | ------- | ------------------------------------ | ------------------------------------------------------------------------- | --- | ---------------------------------- | ------- | ---- |
| O C T O M B R I E | 4       | Joker                                | Warner Bros. / Village Roadshow Pictures / DC Comics / Green Hat Films    | Todd Phillips (director/sceenplay); Scott Silver (screenplay); Joaquin Phoenix, Robert De Niro, Zazie Beetz, Frances Conroy, Marc Maron, Bill Camp, Glenn Fleshler, Shea Whigham, Brett Cullen, Douglas Hodge, Dante Pereira-Olson, Josh Pais, Brian Tyree Henry                                                                  | Superhero, Crime, Thriller, Horror | [ 125 ] |      |
| O C T O M B R I E | 11      | Gemini Man                           | Paramount Pictures / Skydance Media / Jerry Bruckheimer Films             | Ang Lee (director); David Benioff, Billy Ray, Darren Lemke (screenplay); Will Smith, Mary Elizabeth Winstead, Benedict Wong, Clive Owen | Sci-Fi, Action, Thriller           | [ 126 ] |      |
| O C T O M B R I E | 11      | The Addams Family                    | Metro-Goldwyn-Mayer / The Jackal Group / Cinesite Studios                 | Conrad Vernon, Greg Tiernan (directors); Matt Lieberman (screenplay); Oscar Isaac, Charlize Theron, Chloë Grace Moretz, Finn Wolfhard, Nick Kroll, Bette Midler, Allison Janney | Animation, Family, Comedy, Horror  | [ 127 ] |      |
| O C T O M B R I E | 11      | Parasite                             | CJ Entertainment / Neon                                                   | Bong Joon-ho (director/screenplay); Han Jin-won (screenplay); Song Kang-ho, Lee Sun-kyun, Cho Yeo-jeong, Choi Woo-shik, Park So-dam | Comedy, Thriller                   | [ 128 ] |      |
| O C T O M B R I E | 18      | Maleficent: Mistress of Evil         | Walt Disney Studios Motion Pictures                                       | Joachim Rønning (director); Linda Woolverton, Micah Fitzerman-Blue, Noah Harpster (screenplay); Angelina Jolie, Michelle Pfeiffer, Elle Fanning, Sam Riley, Ed Skrein, Harris Dickinson, Imelda Staunton, Juno Temple, Lesley Manville, Chiwetel Ejiofor                                                                          | Fantasy, Adventure                 | [ 129 ] |      |
| O C T O M B R I E | 18      | Zombieland: Double Tap               | Columbia Pictures                                                         | Ruben Fleischer (director); Rhett Reese, Paul Wernick, David Callaham (screenplay); Woody Harrelson, Jesse Eisenberg, Emma Stone, Abigail Breslin, Rosario Dawson, Zoey Deutch, Avan Jogia, Thomas Middleditch, Luke Wilson, Bill Murray, Dan Aykroyd                                                                             | Comedy, Action, Horror             | [ 130 ] |      |
| O C T O M B R I E | 18      | Jojo Rabbit                          | Fox Searchlight Pictures                                                  | Taika Waititi (director/screenplay); Scarlett Johansson, Roman Griffin Davis, Thomasin McKenzie, Taika Waititi, Rebel Wilson, Stephen Merchant, Alfie Allen, Sam Rockwell | Drama, Comedy                      | [ 131 ] |      |
| O C T O M B R I E | 18      | Torrance                             | Warner Bros. / Pearl Street Films                                         | Gavin O'Connor (director/screenplay); Brad Ingelsby (screenplay); Ben Affleck, Janina Gavankar, Al Madrigal | Sports, Drama                      | [ 117 ] |      |
| O C T O M B R I E | 18      | A Shaun the Sheep Movie: Farmageddon | Lionsgate Films / StudioCanal / Aardman Animations                        | Richard Phelan, Will Becher (directors); Mark Burton, Jon Brown (screenplay): Justin Fletcher, John Sparkes | Animation, Family, Comedy, Sci-Fi  | [ 132 ] |      |
| O C T O M B R I E | 25      | Black and Blue                       | Screen Gems                                                               | Deon Taylor (director/screenplay); Naomie Harris, Tyrese Gibson, Mike Colter, Reid Scott, Beau Knapp, Frank Grillo | Action, Thriller                   | [ 133 ] |      |
| O C T O M B R I E | 25      | The Last Full Measure                | Roadside Attractions                                                      | Todd Robinson (director, screenplay); Sebastian Stan, Christopher Plummer, William Hurt, Ed Harris, Samuel L. Jackson, Jeremy Irvine, Peter Fonda, Bradley Whitford | Drama, War                         | [ 134 ] |      |
| O C T O M B R I E | 25      | The Aeronauts                        | Amazon Studios                                                            | Tom Harper (director/screenplay); Jack Thorne (screenplay); Eddie Redmayne, Felicity Jones, Phoebe Fox, Himesh Patel, Vincent Perez, Anne Reid | Adventure, Drama                   | [ 135 ] |      |
| O C T O M B R I E | 25      | Bad Trip                             | Orion Pictures                                                            | Kitao Sakurai (director); Jeff Tremaine (screenplay); Eric Andre, Lil Rel Howery | Comedy, Drama                      | [ 136 ] |      |
| O C T O M B R I E | 30      | Doctor Sleep                         | Warner Bros. / Intrepid Pictures                                          | Mike Flanagan (director/screenplay); Ewan McGregor, Rebecca Ferguson, Kyliegh Curran, Carl Lumbly, Zahn McClarnon, Emily Alyn Lind, Bruce Greenwood, Jocelin Donahue, Alex Essoe, Cliff Curtis | Horror, Thriller                   | [ 137 ] |      |
| N O I E M B R I E | 1       | Terminator: Dark Fate                | Paramount Pictures / Skydance Media / 20th Century Fox / Tencent Pictures | Tim Miller (director); David S. Goyer, Justin Rhodes, Billy Ray (screenplay); Linda Hamilton, Mackenzie Davis, Natalia Reyes, Gabriel Luna, Diego Boneta, Arnold Schwarzenegger | Sci-Fi, Action, Thriller           | [ 138 ] |      |
| N O I E M B R I E | 1       | Motherless Brooklyn                  | Warner Bros.                                                              | Edward Norton (director/screenplay); Edward Norton, Willem Dafoe, Gugu Mbatha-Raw, Bobby Cannavale, Alec Baldwin, Leslie Mann, Michael K. Williams, Bruce Willis | Crime, Thriller, Drama             | [ 102 ] |      |
| N O I E M B R I E | 1       | Harriet                              | Focus Features                                                            | Kasi Lemmons (director/screenplay); Gregory Allen Howard (screenplay); Cynthia Erivo, Leslie Odom Jr., Joe Alwyn, Jennifer Nettles, Janelle Monáe | Biography, Drama                   | [ 139 ] |      |
| N O I E M B R I E | 8       | Playing with Fire                    | Paramount Players / Broken Road Productions                               | Andy Fickman (director); Dan Ewen, Matt Lieberman (screenplay); John Cena, Judy Greer, Brianna Hildebrand, John Leguizamo, Keegan-Michael Key | Family, Drama, Comedy              | [ 140 ] |      |
| N O I E M B R I E | 8       | Last Christmas                       | Universal Pictures                                                        | Paul Feig (director), Emma Thompson, Bryony Kimmings (screenplay); Emilia Clarke, Henry Golding, Michelle Yeoh, Emma Thompson | Romance, Comedy                    | [ 141 ] |      |
| N O I E M B R I E | 8       | Midway                               | Lionsgate                                                                 | Roland Emmerich (director); Wes Tooke (screenplay); Ed Skrein, Patrick Wilson, Luke Evans, Aaron Eckhart, Nick Jonas, Mandy Moore, Dennis Quaid, Woody Harrelson | War, Action, Drama, Thriller       | [ 142 ] |      |
| N O I E M B R I E | 8       | Arctic Dogs                          | Assemblage Entertainment                                                  | Aaron Woodley (director); Bob Barlen, Cal Brunker, Aaron Woodley (screenplay); Jeremy Renner, James Franco, Heidi Klum, Alec Baldwin, Omar Sy, Anjelica Huston, Tommy Lee Jones, John Cleese | Animation, Comedy, Adventure       | [ 143 ] |      |
| N O I E M B R I E | 8       | Honey Boy                            | Amazon Studios                                                            | Alma Har'el (director); Shia LaBeouf (screenplay); Lucas Hedges, Shia LaBeouf, Noah Jupe, FKA Twigs, Natasha Lyonne, Maika Monroe, Martin Starr | Drama                              | [ 144 ] |      |
| N O I E M B R I E | 15      | Charlie's Angels                     | Columbia Pictures                                                         | Elizabeth Banks (director); Jay Basu (screenplay); Kristen Stewart, Naomi Scott, Ella Balinska, Elizabeth Banks, Sam Claflin, Noah Centineo, Jonathan Tucker, Djimon Hounsou, Patrick Stewart | Action, Comedy                     | [ 145 ] |      |
| N O I E M B R I E | 15      | Ford v Ferrari                       | 20th Century Fox / Chernin Entertainment                                  | James Mangold (director); Jez Butterworth, John-Henry Butterworth, Jason Keller (screenplay); Matt Damon, Christian Bale, Jon Bernthal, Caitriona Balfe, Tracy Letts, Josh Lucas, Noah Jupe, Remo Girone, Ray McKinnon | Biography, Drama, Action           | [ 146 ] |      |
| N O I E M B R I E | 15      | The Good Liar                        | Warner Bros. / New Line Cinema                                            | Bill Condon (director); Jeffrey Hatcher (screenplay); Ian McKellen, Helen Mirren, Russell Tovey, Jim Carter | Drama, Thriller                    | [ 147 ] |      |
| N O I E M B R I E | 22      | Frozen 2                             | Walt Disney Studios Motion Pictures / Walt Disney Animation Studios       | Jennifer Lee, Chris Buck (directors); Jennifer Lee, Allison Schroeder (screenplay); Idina Menzel, Kristen Bell, Jonathan Groff, Josh Gad, Evan Rachel Wood, Sterling K. Brown | Animation, Fantasy, Musical        | [ 148 ] |      |
| N O I E M B R I E | 22      | A Beautiful Day in the Neighborhood  | TriStar Pictures                                                          | Marielle Heller (director); Micah Fitzerman-Blue, Noah Harpster (screenplay); Tom Hanks, Matthew Rhys, Chris Cooper | Biography, Drama                   | [ 149 ] |      |
| N O I E M B R I E | 22      | The Rhythm Section                   | Paramount Pictures / Eon Productions                                      | Reed Morano (director); Mark Burnell (screenplay); Blake Lively, Jude Law, Sterling K. Brown | Action, Thriller                   | [ 150 ] |      |
| N O I E M B R I E | 27      | Knives Out                           | Lionsgate                                                                 | Rian Johnson (director/screenplay); Daniel Craig, Chris Evans, Ana de Armas, Jamie Lee Curtis, Toni Collette, Don Johnson, Michael Shannon, Lakeith Stanfield, Katherine Langford, Jaeden Martell, Christopher Plummer | Mystery, Crime, Thriller, Comedy   | [ 151 ] |      |
| N O I E M B R I E | 27      | Queen & Slim                         | Universal Pictures                                                        | Melina Matsoukas (director); Lena Waithe (screenplay); Daniel Kaluuya, Jodie Turner-Smith, Bokeem Woodbine, Chloë Sevigny | Drama, Thriller                    | [ 152 ] |      |
| D E C E M B R I E | 6       | Daniel Isn't Real                    | Samuel Goldwyn Films                                                      | Adam Egypt Mortimer (director/screenplay); Brian DeLeeuw (screenplay); Miles Robbins, Patrick Schwarzenegger, Sasha Lane, Hannah Marks, Katie Chang, Mary Stuart Masterson | Drama                              | [ 153 ] |      |
| D E C E M B R I E | 13      | Jumanji: The Next Level              | Columbia Pictures                                                         | Jake Kasdan (director/screenplay); Scott Rosenberg, Jeff Pinkner (screenplay); Dwayne Johnson, Jack Black, Kevin Hart, Karen Gillan, Nick Jonas, Awkwafina, Ser'Darius Blain, Madison Iseman, Morgan Turner, Alex Wolff, Danny Glover, Danny DeVito                                                                               | Action, Adventure, Comedy, Fantasy | [ 154 ] |      |
| D E C E M B R I E | 13      | Black Christmas                      | Universal Pictures / Blumhouse Productions                                | Sophia Takal (director/screenplay); April Wolfe (screenplay); Imogen Poots, Aleyse Shannon, Brittany O'Grady, Lily Donoghue, Caleb Eberhardt, Cary Elwes | Horror, Thriller                   | [ 155 ] |      |
| D E C E M B R I E | 13      | A Hidden Life                        | Fox Searchlight Pictures                                                  | Terence Malick (director/screenplay); August Diehl, Valerie Pachner, Michael Nyqvist, Matthias Schoenaerts, Jürgen Prochnow, Bruno Ganz | Drama                              | [ 156 ] |      |
| D E C E M B R I E | 20      | Star Wars: The Rise of Skywalker     | Lucasfilm / Bad Robot                                                     | J. J. Abrams (director/screenplay), Chris Terrio (screenplay); Daisy Ridley, Adam Driver, John Boyega, Oscar Isaac, Lupita Nyong'o, Domhnall Gleeson, Kelly Marie Tran, Joonas Suotamo, Billie Lourd, Naomi Ackie, Richard E. Grant, Keri Russell, Mark Hamill, Anthony Daniels, Billy Dee Williams, Carrie Fisher, Ian McDiarmid | Action, Adventure, Fantasy, Sci-Fi | [ 157 ] |      |
| D E C E M B R I E | 20      | Cats                                 | Universal Pictures / Amblin Entertainment / Working Title Films           | Tom Hooper (director/screenplay); Lee Hall (screenplay); Jennifer Hudson, Taylor Swift, James Corden, Idris Elba, Rebel Wilson, Jason Derulo, Ian McKellen, Judi Dench | Musical, Fantasy, Comedy, Drama    | [ 158 ] |      |
| D E C E M B R I E | 20      | Untitled Charles Randolph project    | Lionsgate                                                                 | Jay Roach (director); Charles Randolph (screenplay); Charlize Theron, Nicole Kidman, Margot Robbie, John Lithgow, Allison Janney, Kate McKinnon, Malcolm McDowell, Mark Duplass, Alice Eve | Drama, Biography                   | [ 159 ] |      |
| D E C E M B R I E | 20      | Super Intelligence                   | Warner Bros. / New Line Cinema                                            | Ben Falcone (director); Steve Mallory (screenplay); Melissa McCarthy, Bobby Cannavale, James Corden, Brian Tyree Henry, Jean Smart | Comedy, Sci-Fi, Action             | [ 117 ] |      |
| D E C E M B R I E | 25      | Spies in Disguise                    | 20th Century Fox / Blue Sky Studios                                       | Nick Bruno, Troy Quane (directors); Kristen Orlando, Michelle Painchaud (screenplay); Will Smith, Tom Holland, Ben Mendelsohn, Rashida Jones, Karen Gillan, DJ Khaled, Masi Oka | Animation, Family, Action, Comedy  | [ 97 ]  |      |
| D E C E M B R I E | 25      | Little Women                         | Columbia Pictures / New Regency Pictures                                  | Greta Gerwig (director/screenplay); Meryl Streep, Saoirse Ronan, Emma Watson, Florence Pugh, Eliza Scanlen, Timothée Chalamet, Louis Garrel, James Norton, Laura Dern, Bob Odenkirk, Chris Cooper | Drama, Romance                     | [ 160 ] |      |
| D E C E M B R I E | 25      | 1917                                 | Universal Pictures / DreamWorks Pictures                                  | Sam Mendes (director/screenplay); Krysty Wilson-Cairns (screenplay); Benedict Cumberbatch, Colin Firth, Mark Strong, Richard Madden, George MacKay, Dean-Charles Chapman, Andrew Scott | War, Action, Drama, Thriller       | [ 161 ] |      |
| D E C E M B R I E | 27      | Clemency                             | Neon                                                                      | Chinonye Chukwu (director/screenplay); Alfre Woodard, Wendell Pierce, Aldis Hodge, Richard Schiff, Danielle Brooks | Drama                              | [ 162 ] |      |

## Filmele cu cele mai mari încasări
Lista filmele cu cele mai mari încasări din 2019 în întreaga lume:
| Poziție | Titlu                           | Studio          | Încasări mondiale |
| ------- | ------------------------------- | --------------- | ----------------- |
| 1       | Răzbunătorii: Sfârșitul jocului | Disney          | $2,797,800,564    |
| 2       | Regele Leu                      | Disney          | $1,656,556,149    |
| 3       | Spider-Man: Far From Home       | Sony            | $1,131,927,996    |
| 4       | Captain Marvel                  | Disney          | $1,128,274,794    |
| 5       | Regatul de Gheață 2             | Disney          | $1,103,733,961    |
| 6       | Povestea jucăriilor 4           | Disney          | $1,073,394,593    |
| 7       | Joker                           | Warner Bros.    | $1,060,753,468    |
| 8       | Aladdin                         | Disney          | $1,050,693,953    |
| 9       | Hobbs & Shaw                    | Universal       | $758,910,100      |
| 10      | Ne Zha                          | Beijing Enlight | $728,993,357      |